# روتی هبارد
روتی هبارد (انگلیسی: Ruthy Hebard؛ زادهٔ ۲۸ آوریل ۱۹۹۸) بازیکن بسکتبال اهل ایالات متحده آمریکا است.
وی در مسابقات کشوری و بین‌المللی در مجموع برندهٔ ۳ مدال طلا شده‌است.